# Kartal (Istanbul)
Kartal is een Turks district in de provincie Istanbul en telt 541.209 inwoners (2007). Het district heeft een oppervlakte van 34,4 km².
Kartal was vroeger een vissersplaats aan de Zee van Marmara. Tegenwoordig is het een dicht bevolkte industriële voorstad van Istanbul.

## Demografie
De bevolkingsontwikkeling van het district is weergegeven in onderstaande tabel.
| 1997    | 2000    | 2007    |
| ------- | ------- | ------- |
| 360.386 | 407.865 | 541.209 |

## Sport
- Kartalspor